# Милагро (Секретные материалы)
«Milagro» (с исп.  — «Чудо») — 18-й эпизод 6-го сезона сериала «Секретные материалы». Премьера состоялась 18 апреля 1999 года на телеканале FOX. Эпизод принадлежат к типу «монстр недели» и не связан с основной «мифологией сериала», заданной в первой серии. Режиссёр — Ким Маннэрс, авторы сценария — Джон Шибан, Френк Спотниц, приглашённые актёры — Джон Хоукс, Нестор Серрано, Анджело Вакко, Джиллиан Бах.
Название эпизода отсылает к религиозному термину milagro.
В США серия получила рейтинг домохозяйств Нильсена, равный 9, который означает, что в день выхода серию посмотрели 15,2 миллиона человек.
Главные герои серии — Фокс Малдер (Дэвид Духовны) и Дана Скалли (Джиллиан Андерсон), агенты ФБР, расследующие сложно поддающиеся научному объяснению преступления, называемые Секретными материалами.

## Сюжет
В данном эпизоде Малдер и Скалли расследуют серию убийств, в которых жертвам удалено сердце без разрывов или надрезов тканей. Писатель, живущий по соседству с Малдером, пишет роман об этих убийствах, описывая их точь-в-точь, чем и вызывает подозрения агентов. Скалли испытывает к нему противоречивые чувства, ведь он проявляет к ней повышенный интерес.

## История создания
«Это невероятно, как сюжет затягивает жизнь писателя. Когда твоя работа — писать, ты пишешь все время. Я ловлю себя на мысли о сценарии, сюжетах, образах, даже когда я в движении, например на приеме у врача, все время. Реальная проблема состоит в том, что ваши мысли заняты, и это вытесняет вас из реальной жизни. Потому что ты хочешь этого» — так говорит о создании произведения Фрэнк Спотниц.
«Все мы тратим много долгих дней и бессонных ночей копаясь в темных уголках нашего воображения. Во многих профессиях, не только у писателей, я думаю, основная проблема состоит в том, что, чем ближе ты к своей работе, тем она больше становится более важной, чем ваша семья или семейная жизнь. Такая вероятность, безусловно, пугает. И это то, о чём говорится в „Секретных материалах“ — находить вещи, которые нас пугают. И большинство таких вещей мы знаем и они часть нас». — Джош Шибан.
Не удивительно, что эти два этих сценариста выступили с идеей «Милагро» — эпизода «о жутковатом писателе» (Джон Шибан). Идея родилась у них ещё в январе 1999 года, когда Шибан и Спотниц беседовали о стрессах и напряжении в их работе. «Это кажется простым — придумывать истории о ком-то, кто воображает вещи настолько, что они становятся реальными» — Джон Шибан. «Образ кого-то, вырывающего свое собственное сердце, будет знаком каждому, кто когда-либо мучился над романом или сценарием.» Оба автора были очень горды тем, что «Milagro» — первый эпизод «Секретных материалов», который рассказывал историю через мысли другого персонажа (не Малдера или Скалли).
Из-за производственных сложностей и временного отсутствия Криса Картера (тот писал сценарий пилотной серии нового сериала «Жестокое царство»), Спотниц и Шибан написали первоначальный сценарий и отослали Картеру, который внёс свои дополнения и изменения. «Большой вклад Криса, — говорит Спотниц, — был дар веры и исцеления пришедшее от Христа, и также красивый поворот событий в конце, где писатель Пэджет доказывает что любовь есть в его сердце и он готов отдать свою жизнь, чтобы спасти жизнь Скалли.»
Когда сценарий был закончен и распространен в середине февраля 1999 года, он был сразу признан за его самобытность. «Это было так интимно, так тихо», — говорил о нём Ким Маннерс. «Ни большого взрыва или сверхъестественных явлений, только два человека, глядящие друг другу в глаза, и Скалли потянулась к этому человеку, как мотылек на пламя. Сексуальное возбуждение во всем. Это психодрама. Очень круто».
Однако Маннерс видел две потенциальные проблемы в адаптации сценария к съёмкам. Первая заключалась в том, что Скалли, привлекая Пэджета, будет выглядеть как сексуально-озабоченная женщина, которая делает безответственный выбор. Вторая: что Пэджет, рассказывая свою историю о писательской одержимости, мог показаться психически нездоровым. Первая проблема была решена предложением Джиллиан Андерсон, о том, что Скалли хотя и увлеклась Пэджетом как мужчиной, но это увлечение обусловлено интеллектуальным и профессиональным любопытством о личности писателя и его странных занятиях.
Вторая проблема была решена утверждением на роль Пэджета Джона Хоукса. Сценарий, по сути, была написано специально для этого актёра; несколько недель назад Хоукс пробовался на главную роль — Пинкера Ролса, человека, который мог проходить сквозь стены в предыдущем эпизоде «Тревор». Хоукса не утвердили на эту рольно, но Крис Картер и Фрэнк Спотниц отметили его достоинства и простоту поведения, которые помогли бы герою эпизода «Милагро» не стать карикатурным.
Работая над эпизодом, Режиссёр Ким Маннерс, использовал различные стилистические приёмы: съёмки словно от лица «сталкера», следящего за Скалли, а также максимальный крупный план губ Скалли, её глаз, ног и множество разнообразных ракурсов, будь то кадры из-за настольной лампы в квартире Пэджета, или из-под потолка, создающие ощущение слежки. Вечный-брючный-костюм Скалли был заменен на юбку. В этом эпизоде она все время в юбке, которая помогла создать образ сексуальной женщины в противовес обычному её образу женщины-учёного.
Тщательно отбирались церкви в Лос-Анджелесе, одна из которых выбрана для эпизода встречи Скалли с Пэджетом. Позже эта церковь использовалась в седьмом сезоне в серии «Hollywood A.D.»
Особенным разочарованием был поиск подходящего кладбища, так как большинство Южно-Калифорнийских мемориальных парков — лесистые. После несколько дней тяжёлых поисков нужное кладбище со старомодными вертикальными надгробиями удалось найти в городке Алтадена, тихом пригороде к востоку от Лос-Анджелеса.
Благодаря наблюдательности Пэджета установлено, что Скалли живёт в Джорджтауне и водит один и тот же автомобиль с 1993 года.
Откровение Пэджета о том, что в своей рукописи он допустил роковую ошибку, «приписав» Скалли любовь в своему персонажу — Незнакомцу (по сути — к нему самому), определяющий момент в «романтической» линии сериала, или, нежной дружбе между Малдером и Скалли, так как Пэджет единственный, кто говорит об этой любви вслух. И хотя Скалли ничего на это не отвечает, становится понятно, кого Пэджет имел ввиду (Малдера).
Интересна сюжетная параллель с обувью героев. Как мы знаем, в США не принято разуваться, входя в жилые помещения, однако и сам Пэджет, и его персонаж Незнакомец, часто находятся в квартире без обуви. В сцене, придуманной Пэджетом для романа, Незнакомец и Скалли также лежат на кровати без обуви. Режиссёр намеренно делает акцент на её голых ступнях, тогда как в реальности, во время визита Скалли в квартиру Пэджета, оба обуты и ракурс «проплывающей» через спальню камеры показывает напряжённую позу Скалли, тогда как в квартире Малдера, установив камеру слежения за гостиной Пэджета, Скалли находится без обуви и даже засыпает, на чём режиссёр снова делает акцент. Отсутствие обуви в этой сцене также не позволяет Скалли бросится в погоню за Пэджетом вслед за Малдером, в связи с чем она остаётся в квартире одна и подвергается атаке призрака-хиллера. Сценаристы намекают нам, что даже принимая во внимание одурманивающий эффект текстов Пэджета, Скалли не чувствует себя в его обществе уютно и в безопасности, и совсем по-другому ведёт себя в обществе Малдера.
Судя по расположению комнат в квартирах Малдера и Пэджета, они «отзеркалены» относительно друг друга. Однако, при внимательном просмотре прочих серий сериала, можно установить, что персонажи никак не могли подслушать разговоры или звуки из соседней квартиры через вентиляционное отверстие, так как между гостиной Малдера и гостиной Пэджета существует как минимум ещё одно помещение — кухня Малдера (и, возможно, кухня Пэджета). Поэтому уловка агентов с установкой камеры видеонаблюдения за квартирой Пэджета через вентиляционную решётку, является уловкой кинематографистов. Более того, много раз, на всём протяжении сериала, нам демонстрировали вид из окна квартиры Малдера, которое выходит на оживлённую улицу (Хегал (Гегель) Плейс VA 23242 , Александрия, Вирджиния), тогда как окно спальни в соседней квартире Пэджета «смотрит» на глухую кирпичную стену, на чём персонаж Джона Хоукса иронично акцентирует внимание Скалли, говоря: «Такой вид может оценить только писатель».
Икона «Божественное сердце» — фактически новая работа по заказу художника-постановщика Кори Каплана, основана на реальной истории Святой Марии Магдалины и Откровения Святого Сердца.
В звуковых треках Милагро, композитор Марк Сноу использовал звук человеческого сердцебиения, как ударный элемент.
Карточки, которые Пэджет прикрепляет на стену, исписаны «Заговором точек» из поэмы Т. С. Элиот «Пустошь». Эта поэма начинается словами «Апрель — жестокий месяц»